# Autiolampi
Autiolampi är en sjö i kommunen Posio i landskapet Lappland i Finland. Arean är 37 hektar och strandlinjen är 5,01 kilometer lång. Sjön  ingår i Koundaälvens huvudavrinningsområde.   Den ligger omkring 130 kilometer öster om Rovaniemi och omkring 680 kilometer norr om Helsingfors. 
Sjön ligger på ön Porosaari i sjön Yli-Kitka. Norr om Autiolampi ligger Riihisalmi. Sydöst om Autiolampi ligger Kaartoselkä och Kuorinkiselkä. 